# Masters de Madrid 2006

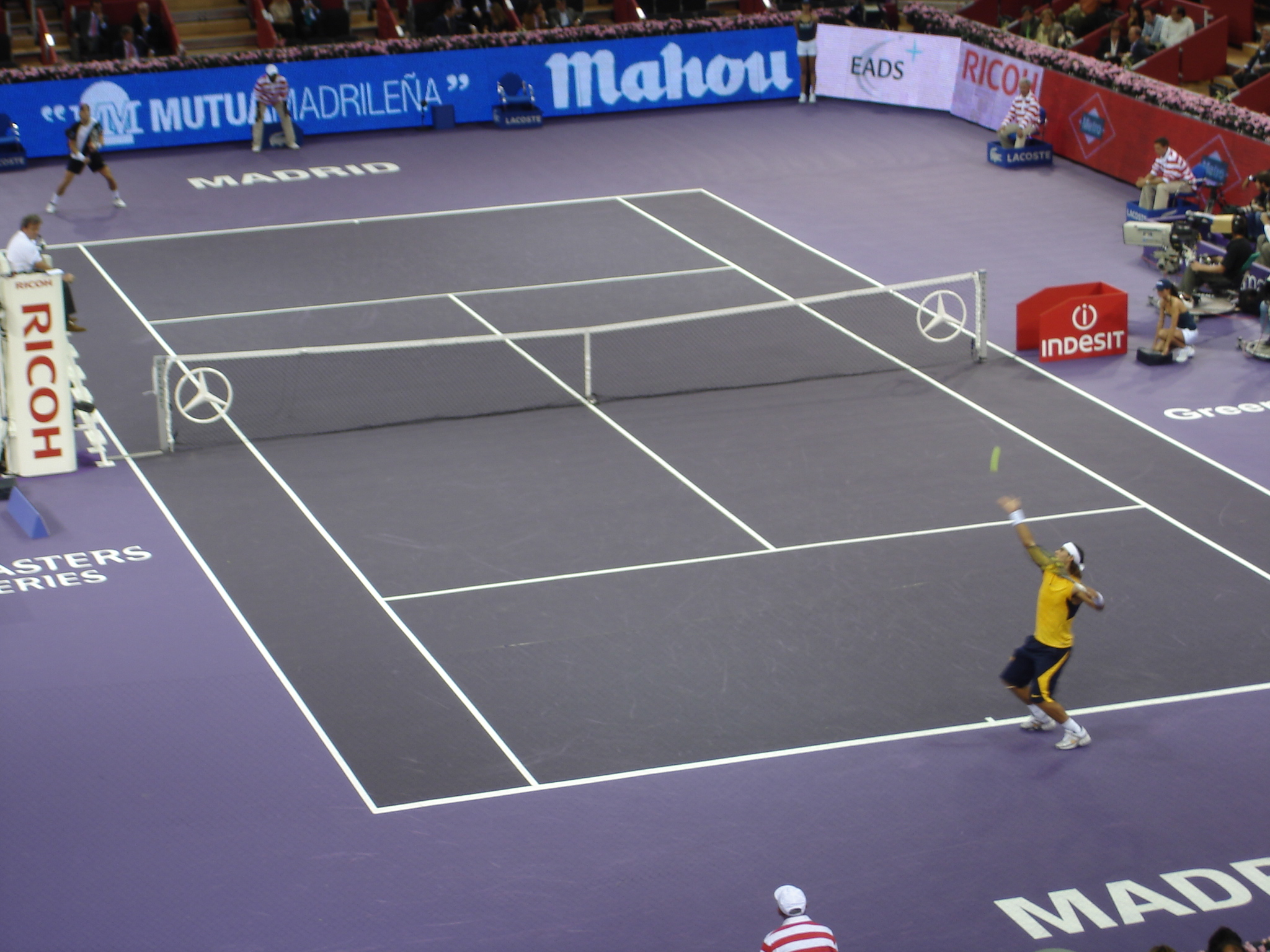

El Masters de Madrid 2006 (también conocido como Mutua Madrileña Masters Madrid por razones de patrocinio) fue un torneo de tenis jugado sobre pista dura. Fue la quinta edición de este torneo. El torneo masculino formó parte de los ATP World Tour Masters 1000 en la ATP. Se celebró entre el 16 y el 23 de octubre de 2006.

## Campeones

### Individuales masculinos
Roger Federer vence a  Fernando González, 7–5, 6–1, 6–0.

### Dobles masculinos
Bob Bryan /  Mike Bryan vencen a  Mark Knowles /  Daniel Nestor,  7-5, 6-4.